# 平泉車站 (日本)
平泉車站（日语：／ Hiraizumi eki */?）是一由東日本旅客鐵道（JR東日本）的所經營鐵路車站，位於日本岩手縣西磐井郡平泉町平泉字泉屋。平泉是JR東北本線沿線車站之一，屬JR東日本盛岡支社管轄範圍，由一之關車站管理，設有綠窗口（みどりの窓口），是個營運上由JR東日本子公司Jaster（ジャスター）代為經營的業務委託車站。
平泉車站周圍座落有包含中尊寺、無量光院遺跡與毛越寺在內，曾經在12世紀時繁榮一度的奧州藤原氏所留下之歷史遺跡。2002年時，平泉車站以「與藤原三代時繁華一度的古都平泉相輝映，採用平安朝樣式屋頂的車站站舍」（藤原三代の栄華を現出した古都、平泉の玄関口にふさわしく、屋根に平安朝様式を取り入れた駅舎）之評語，入選東北車站百選。
2011年6月，平泉－象徵著佛教淨土的廟宇、園林與考古遺址獲登錄為世界文化遺產。於東日本大地震受損的車站站房開始進行翻修工程，與當地景觀調和而採傳統風格，外牆為深色系，裝飾有百葉，車站站名以書法牌匾取代舊式壓克力黑體字。車站站內照明改用LED，並在閒置的站場鋪設太陽能板發電。翻修工程於同年11月完工。

## 車站結構
對向式月台2面2線的地面車站。曾經2號月台對面設有3號月台，現在軌道已經拆去。

### 月台配置
| 月台 | 路線      | 方向 | 目的地               |
| ---- | --------- | ---- | -------------------- |
| 1    | ■東北本線 | 下行 | 北上、花卷、盛岡方向 |
| 2    | ■東北本線 | 上行 | 一之關方向           |

## 相鄰車站
東日本旅客鐵道
■東北本線
山之目－平泉－前澤

## 外部連結
- （日語）平泉車站（JR東日本） （页面存档备份，存于）